# Stoke Ferry
Stoke Ferry är en by och en civil parish i King's Lynn and West Norfolk i Norfolk i England. Orten har 1 020 invånare (2011). Byn nämndes i Domedagsboken (Domesday Book) år 1086, och kallades då Stoches/Stokes.